# Dionigi il Piccolo
Dionigi il Piccolo (in latino: Dionysius Exiguus; V secolo – VI secolo) è stato un monaco cristiano scita, che visse a Roma tra la fine del V e l'inizio del VI secolo. Volle essere chiamato "il Piccolo" in segno di umiltà verso san Dionigi l'Areopagita e san Dionigi di Alessandria.
È famoso per avere calcolato la data di nascita di Gesù, collocandola nell'anno 753 dalla fondazione di Roma, e per avere introdotto l'uso di contare gli anni a partire da tale data (anno Domini). Il sistema cronologico da lui elaborato risulta essere, congiuntamente al calendario gregoriano (dall'anno 1582) di gran lunga quello di più ampio utilizzo sulla Terra. Dionigi è stato anche il fondatore della cronologia storica generale.
Oggi, tuttavia, la maggioranza degli studiosi ritiene che la data di Nascita di Gesù vada collocata, in base all'interpretazione dei Vangeli, tra il 7 e il 4 a.C., quindi alcuni anni prima della data calcolata da Dionigi.

## Biografia
Nato nella provincia della Scizia minore (l'attuale Dobrugia), dal 500 circa Dionigi visse a Roma, dove divenne membro della Curia e tradusse dal greco in latino 401 canoni ecclesiastici, compresi i Canoni apostolici, i decreti dei concili di Nicea, Costantinopoli, Calcedonia e Sardica e una raccolta delle decretali dei papi da Siricio a Anastasio II. La sua raccolta, nota come Collezione Dionisiana, è, assieme ai Canoni degli Apostoli, la più importante del tempo. Fu inoltrata a Carlo Magno da papa Adriano e confluì nella Collezione Dionisio-Adriana. La dieta di Aquisgrana dell'802 dichiarò la Collectio codice generale ufficiale della Chiesa dei Franchi, di fatto attribuendole valore universale.
Uomo assai dotto, specie nella Bibbia, nella matematica e nel greco, Dionigi scrisse un trattato di matematica elementare. Inoltre tradusse dal greco al latino le vite di San Pacomio e altri santi e il Περί κατασκευῆς ἀνθρώπου di Gregorio di Nissa.

## Il calcolo della Pasqua
Intorno al 525, Dionigi ricevette dal cancelliere di papa Giovanni I l'incarico di elaborare un metodo matematico per prevedere la data della Pasqua secondo la regola adottata dal Concilio di Nicea. Come prima di lui Vittorio d'Aquitania verso il 450 d.C., Dionigi comprese che nel calendario giuliano, vigente all'epoca, le date della Pasqua si ripetono ciclicamente ogni 532 anni e compilò una tabella delle date lungo il ciclo. Le tabelle di Vittorio e di Dionigi differivano per la scelta dell'epoca del calendario: la Passione di Gesù in Vittorio, la sua Incarnazione in Dionigi.
Il lavoro di entrambi risolse la secolare controversia fra cristiani d'Occidente e d'Oriente sulla data della Pasqua. In sostanza esso consistette nell'acquisire anche in Occidente il Ciclo di Metone, ciclo lunare di diciannove anni: la primissima versione fu scoperta da Anatolio di Laodicea intorno al 260; la definitiva, una variante di quella di Teofilo, fu introdotta da Anniano di Alessandria verso il 412 e adottata da Cirillo di Alessandria verso il 425, ma avrebbe raggiunto la parte latina d'Europa solo oltre un secolo dopo che Dionigi l'aveva introdotta a Roma. Il ciclo pasquale di 532 anni (numero multiplo sia del ciclo di Metone sia del ciclo solare) fu scoperto da Anniano, ma avrebbe raggiunto la parte latina dell'Europa grazie a Beda il Venerabile (verso il 725).
La tabella di Dionigi fu adottata dalla Chiesa cattolica, che l'abbandonò solo con la riforma gregoriana del calendario (1582). La Chiesa ortodossa ignorò la riforma e la usa ancora. La tabella di Vittorio di Aquitania fu in uso in Francia e Inghilterra fino all'VIII secolo.

## Il calcolo della data di nascita di Gesù
Compilando la tabella delle date di Pasqua, Dionigi scelse di contare gli anni secondo un criterio nuovo. All'epoca si usava contarli dalla fondazione di Roma, o dall'inizio del regno di Diocleziano, o dal principio dei tempi calcolato secondo le età dei patriarchi biblici; Dionigi invece li contò ab Incarnatione Domini nostri Iesu Christi, cioè "dall'Incarnazione del nostro Signore Gesù Cristo". Egli stesso determinò la data di nascita di Gesù con un calcolo basato sui Vangeli e sui documenti storici a sua disposizione.
Secondo la dottrina cristiana, l'Incarnazione di Gesù avviene al concepimento, non alla nascita. Poiché Gesù, secondo la tradizione, nacque il 25 dicembre, se l'anno 1 si fa iniziare con la nascita di Cristo, concepimento e nascita avvennero in anni diversi (il concepimento si celebra nella festa dell'Annunciazione il 25 marzo, nove mesi prima del Natale, e quindi nell'1 avanti Cristo, dato che in questo computo non c'è un anno zero, come si vedrà). Solo se l'anno 1 inizia il 25 marzo Annunciazione e Natale cadono nello stesso anno. A complicare le cose, nel nostro calendario l'anno inizia il 1º gennaio, per cui sia il concepimento sia la nascita di Gesù, secondo Dionigi, sarebbero avvenuti nell'1 avanti Cristo.

## L'anno zero e la morte di Erode
In questa numerazione non esiste l'anno zero. Dionigi infatti non conosceva lo zero; anche la parola latina nulla nella terza colonna della sua tabella di Pasqua non significa "zero". Nell'Europa medievale, lo zero fu introdotto non prima del secondo millennio. Dionigi stabilì quindi che l'anno che precede l'1 (quello in cui era nato Gesù secondo i suoi calcoli) fosse l'1 a.C.
Oggi, però, la maggior parte degli storici ritiene che Dionigi si sia sbagliato di qualche anno. Gesù nacque sotto il regno di Erode il Grande, la cui data di morte comunemente accettata è il 4 a.C., ovvero il 749 dalla fondazione di Roma. Pertanto Gesù non può essere nato dopo. Gli storici non sottoscrivono l'ipotesi che Erode fosse morto nel 3 d.C., e che nel 4 a.C. avesse solo associato a sé i figli nel regno, nel qual caso il calcolo di Dionigi sarebbe esatto.

## Fortuna della cronologia di Dionigi
La numerazione di Dionigi si diffuse in tutto il mondo cristiano: all'inizio in Italia, nelle tavole di cicli pasquali e nelle cronache, poi, verso il VII secolo passò ai documenti pubblici e privati, sostenuta da chierici come Beda il Venerabile. Già nell'VIII secolo la si trova negli atti dei sovrani franchi e inglesi; nel X secolo è nota in tutta l'Europa occidentale e si impone a misura della diffusione della cultura. L'uso di contare all'indietro dall'anno Domini anche le epoche precristiane fu adottato solo nel XVIII secolo.